# Irina Solomonowna Freidlin
Irina Solomonowna Freidlin (russisch Ирина Соломоновна Фрейдлин; *  7. März 1936 in Leningrad; † 23. Januar 2024 in St. Petersburg) war eine sowjetische bzw. russische Immunologin, Allergologin und Hochschullehrerin.

## Leben
Die Arzttochter Freidlin studierte am Ersten Leningrader Medizinischen Pawlow-Institut mit Abschluss 1959. Am Ende der anschließenden Aspirantur an der Militärmedizinischen Akademie S. M. Kirow verteidigte sie 1962 ihre Dissertation über die phagocytische und metabolische Aktivität in Leukozyten von Hausmeerschweinchen bei verschiedenen Zuständen des Makroorganismus mit Erfolg für die Promotion zur Kandidatin der medizinischen Wissenschaften.
Ab 1961 lehrte und forschte Freidlin am Lehrstuhl für Mikrobiologie, Virologie und Immunologie des Pawlow-Instituts, das jetzt die St. Petersburger Medizinische Pawlow-Universität ist. Sie verteidigte 1974 ihre Doktor-Dissertation über Funktionen von Makrophagen und Immunogenese im Hinblick auf die Wirkung bioaktiver Substanzen mit Erfolg für die Promotion zur Doktorin der medizinischen Wissenschaften 1976. Sie wurde 1987 zur Professorin für Mikrobiologie, Virologie und Immunologie ernannt.
Ab 1991 leitete Freidlin die Abteilung für Immunologie des St. Petersburger Instituts für Experimentelle Medizin (bis 2014). Sie war Geschäftsführungsvorsitzende der St. Petersburger Regionalabteiltung der Russischen Assoziation für Allergologie und Klinische Immunologie (RAAKI) und Geschäftsführungsmitglied der Russischen Wissenschaftlichen Gesellschaft der Immunologen (RNOI). Sie wurde 1999 Korrespondierendes Mitglied der Russischen Akademie der Medizinischen Wissenschaften und 2014 Korrespondierendes Mitglied der Russischen Akademie der Wissenschaften.

## Ehrungen
- Bewohnerin des Blockierten Leningrads
- Medaille „Veteran der Arbeit“
- Erfinderin der UdSSR
- Verdiente Wissenschaftlerin der Russischen Föderation (1997)